# Richard Werner
Richard Andreas Werner, född den 5 januari 1967, är en tysk ekonom och professor vid University of Southampton. Han är specialiserad på centralbanker och penningpolitik, särskilt Japans centralbankshistorik. Han har i samband med detta gjort sig känd som alternativekonom[källa behövs] och penningreformist. 2003 fick han utmärkelsen Morgondagens ledare (Leader of tomorrow) vid World Economic Forum i Davos.

## Kan banker skapa pengar ur ingenting?
Richard Werners artikel "Can banks individually create money out of nothing? The theories and the empirical evidence" tar upp frågan om hur penningskapandet via banker går till i praktiken. I artikelns sammanfattning sägs att tre hypoteser gällande penningskapandet undersöks. Att banker enbart är mellanhänder mellan låntagare och långivare, att banker skapar pengar genom fractional reserve banking, samt att banker skapar nya pengar i samband med kreditprocessen. Slutsatsen i artikeln efter en empirisk genomgång är att det sistnämnda är fallet. Banker är inte enbart mellanhänder och de skapar inte heller pengar via fractional reserve banking. De skapar nya pengar, som inte förut existerade, i samband med kreditprocessen.

## Utmärkelser
- 2003 — World Economic Forum in Davos, "Global Leader for Tomorrow" [3]